# 海鹰二号
海鹰二号岸舰导弹（HY-2），是中华人民共和国在1960年代至1980年代研製服役的飞航式战术岸艦导弹武器系统。海鹰二号导弹武器系统由导弹、机动式（或固定式）发射阵地设备和技术阵地设备三部分组成。外贸出口型号名称C-201。北約代號C-SS-3 “Silkworm”（蠶蟲）。

## 设计
1965年4月23日，第三机械工业部320厂（南昌飞机制造厂）以正在仿制中的射程40千米的上游一号为基础，开始研制延长射程的海鹰一号岸舰导弹。由于320厂的方案被认为相对保守，射程只有70千米，虽然能更快形成产品但并不能完全满足海军作战要求。几乎同时，飞航导弹研究院（即第七机械工业部第三研究院）另提出了一个方案，国防工办会同海军审查后决定在海鹰一号岸舰导弹研制的同时上马该方案，弹上成品部件与系统设备尽量与“海鹰一号”通用。1965年8月国家立项，1966年命名为海鹰二号岸舰导弹。　
弹体进一步加长了0.88米，采用承力式箱体设计，增加了燃料储量，有效射程延长到95千米。这有利于把岸防导弹部署在陆地纵深，用海岸观通站或航空机载对海警戒雷达来指示敌舰目标，提高了岸舰导弹的生存力与作战力。同时还研制了配套的更大推力的固体火箭助推器、延长液体火箭发动机工作时间、提高了自动驾驶仪的中段导航精度性能，配套的地面设备也需要重新研制。1966年8月组装出静力试验弹。
1970年3月设计定型，试验取得7射6中、11射10中的成绩。 
由于320厂要承担舰载上游一号／海鹰一号的生产，1969年2月决定在沈阳139厂扩建建立生产线。由于海鹰二号研制进展顺利，几乎与海鹰一号同时完成定型试验，而且更满足中国海军要求，海鹰一号岸舰型就被海鹰二号取代列装，转为主要装备051型驱逐舰，所以后来海鹰一号更多是作为舰舰导弹出现的。由于海鹰二号导弹的长度太大，即使当时中国海军最大的作战舰艇051型驱逐舰装不下其发射装置，无法上舰，因此海鹰二号只作为岸防导弹装备。在1975年开始改型研制装载于轰-6轰炸机的鹰击六号空舰导弹。

### 发展型号

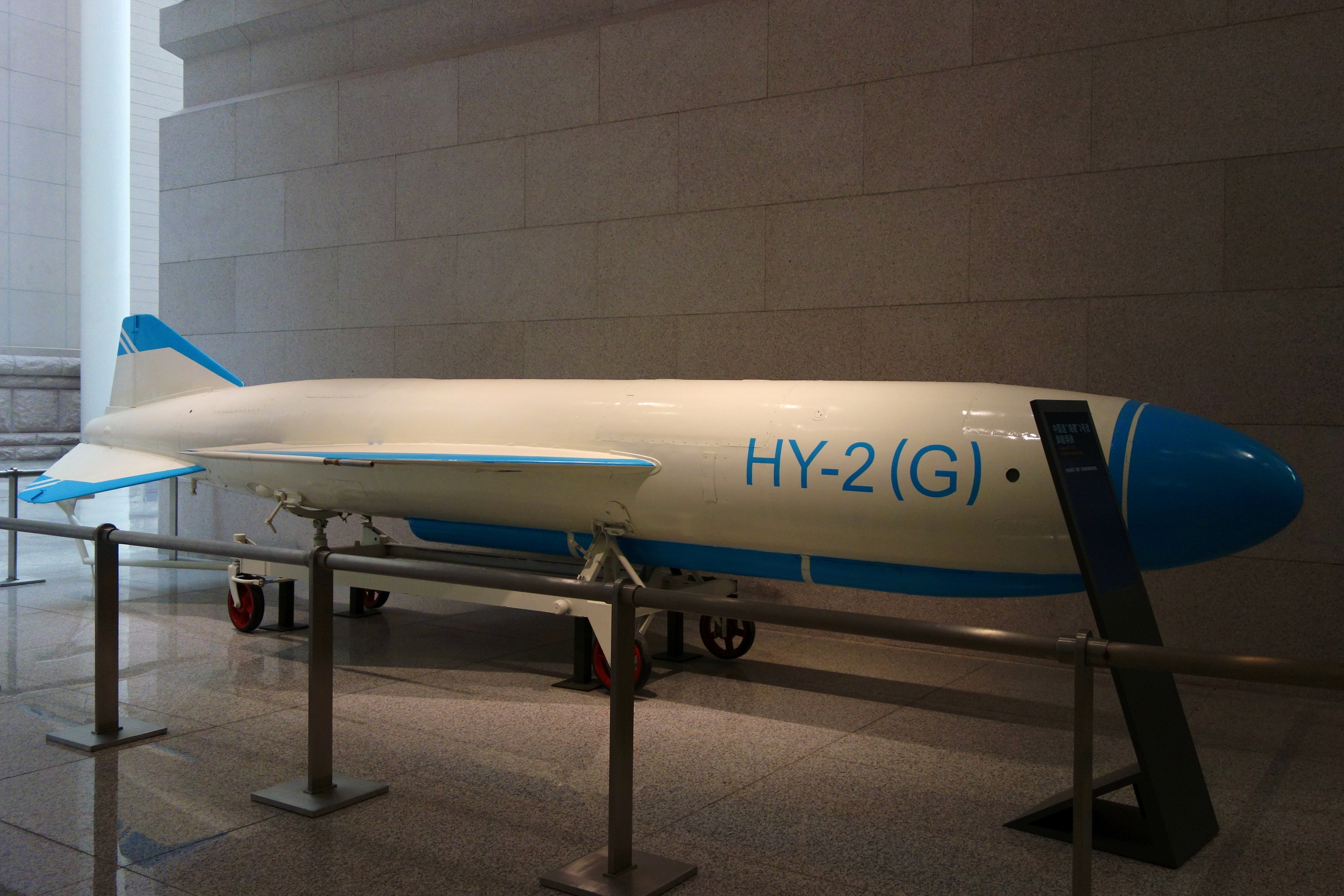
“海鹰”2号改型岸舰导弹

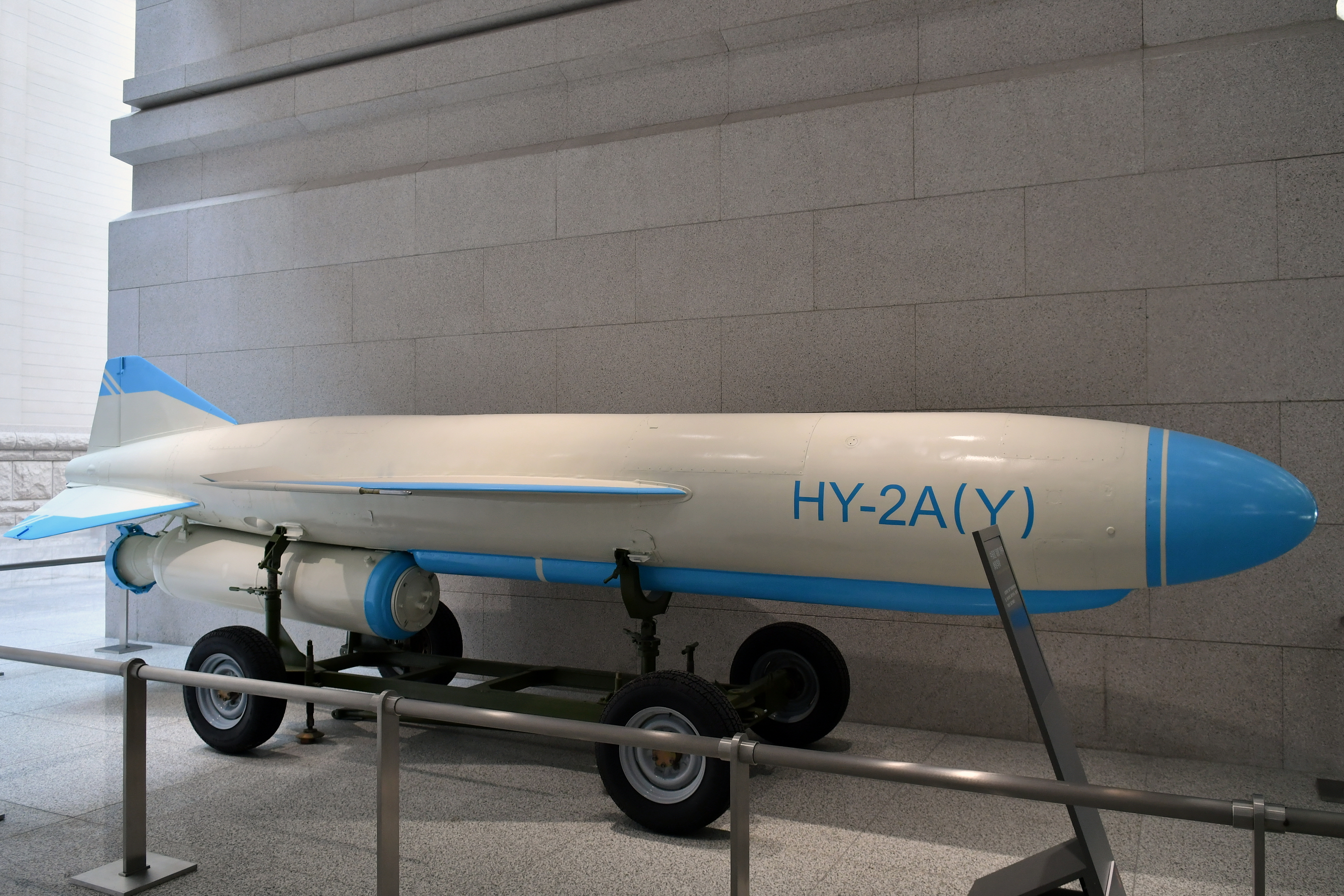
“海鹰”2号A型岸舰导弹

- 海鹰二号改（HY-2G），换用了高精度无线电高度表，为降低飞行高度进行验证，1981年改装弹成功，用于对在役导弹进行改装。
- 海鹰二号甲型（HY-2A）系列，增加了末制导的被动红外导引体制，采用锑化铟红外导引头和氟化镁玻璃罩。1970年正式展开研制，1975年12月16日首发试验成功。1980年9月，定型飞行试验6发5中。1982年定型，1983年海鹰二号甲型开始批量生产装备岸舰导弹部队。[1]
  - 海鹰二号甲Ⅰ：采用无线电高度表取代膜盒式气压高度表，1985年6月通过定型。
  - 海鹰二号甲Ⅱ：采用第二代红外导引头，1985年通过技术鉴定。
  - 海鹰二号甲Ⅲ：平飞高度降至20米。
- 海鹰二号乙型（HY-2B）系列，或称“降高弹”。换装单脉冲体制末制导雷达，在平飞过程中有二次降高动作。主动雷达导引头由圆锥扫描体制改为单脉冲体制，采用高精度无线电高度表。1975年开始研制，1982年定型试验取得6发5中的成绩，1984年1月通过定型。[1]
  - 海鹰二号乙Ⅰ：采用DM650型单脉冲主动雷达导引头。
  - 海鹰二号乙Ⅱ：采用捷变频体制的末制导雷达导引头，1989年试验成功。
    - C-201W：增程型，把液体火箭发动机换为涡喷发动机，全弹重降为2000千克，射程达200千米。

## 出口型
外贸出口型号名称为C-201。大量出口朝鲜、伊朗等多个国家。
- [2]
- 古巴
- 埃及
- 巴基斯坦
- 伊朗
- 伊拉克
- 緬甸
- 改裝為KN-01型 (금성-1호)
- 苏丹
- 阿联酋

## 外部連結
1. 海鹰的秘密 （页面存档备份，存于）